# 欧比尼 (索姆省)
欧比尼（法語：Aubigny，法語發音：[obiɲi] ⓘ）是法国上法蘭西大區索姆省的一个市镇，属于亚眠区。

## 地理
欧比尼（49°54'2"N, 2°28'56"E）面积9.75 平方千米，位于法国上法蘭西大區索姆省，该省份为法国北部沿海省份，北起加来海峡省和北部省，西接滨海塞纳省和大西洋英吉利海峡，南至瓦兹省，东临埃纳省。
与欧比尼接壤的市镇（或旧市镇、城区）包括：科尔比、布朗日-特龙维尔、卡希、杜尔、富尤瓦、维莱布勒托讷。

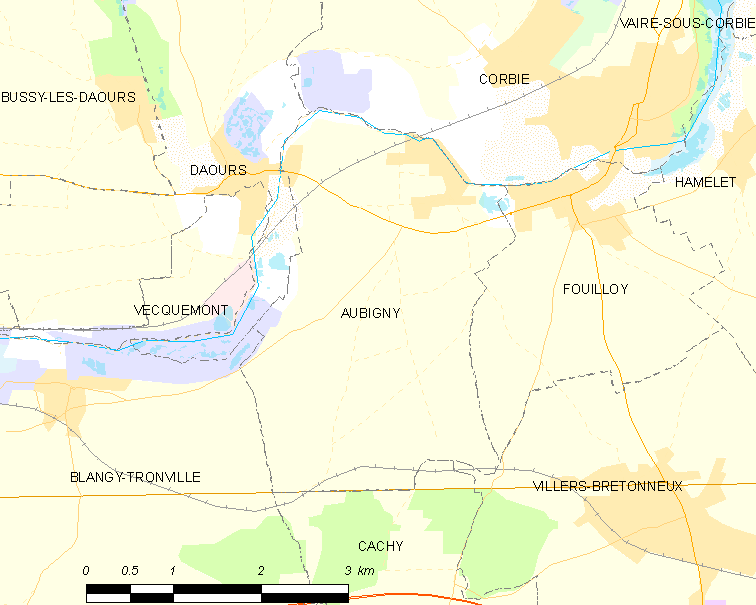
的OSM定位图

欧比尼的时区为UTC+01:00、UTC+02:00（夏令时）。

## 行政
欧比尼的邮政编码为80800，INSEE市镇编码为80036。

## 政治
欧比尼所属的省级选区为亚眠第三县。

## 人口

1962-2008年间人口变化图示

欧比尼于2022年1月1日时的人口数量为516人。